# Vườn thực vật Kew
Vườn thực vật vương thất Kew, thường gọi đơn giản là Vườn Kew, là các vườn và nhà kính thực vật nằm giữa Richmond và Kew ở tây nam London, Anh. Được thành lập năm 1840 từ một vườn cây ngoại lai tại Công viên Kew. Bộ sưu tập của vườn bao gồm 30.000 loài thực vật sống khác nhau, trên 7 triệu mẫu cây khô, đây cũng là bộ sưu tập mẫu cây khô lớn nhất thế giới. Thư viện chứa hơn 750.000 cuốn sách, 175.000 bản in và bản vẽ minh họa các loài thực vật. Đây là nơi hấp dẫn khách du lịch hàng đầu tại London. Năm 2003, Vườn được UNESCO công nhận là di sản thế giới và thu hút hai triệu du khách mỗi năm với bộ sưu tập thực vật ngoạn mục, mà được xếp hạng là lớn nhất trên thế giới.
Giám đốc từ năm 2012 là Richard Deverell, người đã kế vị giáo sư Stephen D. Hopper. Vườn thực vật hoàng gia Kew cũng là tên tổ chức quản lý các vườn Kew Gardens và các vườn cung điện Wakehurst ở Sussex. Đây là một cơ sở nghiên cứu và giáo dục quan trọng quốc tế với 700 nhân viên và thu nhập 44 triệu bảng Anh cho năm tài khóa kết thúc ngày 31 tháng 3 năm 2006, cũng là một địa điểm thu hút du khách. Các vườn thực vật này là một Cơ quan công cộng không thuộc cục sở tài trợ bởi Cục Môi trường, Thực phẩm và Quản lý nông thôn. Vườn có một lực lượng cảnh sát riêng, Sở cảnh sát Kew, cơ quan được đưa vào hoạt động từ năm 1847.
Khuôn viên của vườn rộng 121 héc-ta (300 mẫu Anh) bao gồm khu vườn và các nhà kính thực vật, 4 tòa nhà được xếp hạng loại I, 36 cấu trúc được xếp hạng loại II.

## Lịch sử
Kew bao gồm chủ yếu là các khu vườn và một khu nhà nhỏ xung quanh. Các khu nhà ở của hoàng gia trong khu vực mà sau này sẽ ảnh hưởng đến việc bố trí và xây dựng các khu vườn bắt đầu vào năm 1299 khi Edward I chuyển tòa án của mình đến một trang viên ở thành phố Richmond (lúc đó gọi là Sheen). Ngôi nhà trang viên này sau đó đã bị bỏ hoang; tuy nhiên, vua Henry VII đã xây dựng Cung điện Sheen vào năm 1501, dưới cái tên Cung điện Richmond, trở thành nơi ở lâu dài của hoàng gia cho Henry VII. Vào khoảng đầu thế kỷ 16, các cận thần tham quan Cung điện Richmond đã định cư ở Kew và xây dựng những ngôi nhà lớn. Những nơi cư trú đầu tiên của hoàng gia tại Kew bao gồm nhà của Mary Tudor, tồn tại vào năm 1522 khi đường lái xe được xây dựng để kết nối nó với cung điện ở Richmond. Khoảng năm 1600, vùng đất trở thành khu vườn được gọi là Cánh đồng Kew, một dải đất ruộng lớn được nuôi bởi một trong những khu nhà tư nhân mới.
Khu vườn kỳ lạ tại Công viên Kew, được hình thành bởi Henry, Lord Capell of Tewkesbury, được mở rộng bởi Augusta xứ Sachsen-Gotha-Altenburg, góa phụ của Frederick, Thân vương xứ Wales. Nguồn gốc của vườn Kew có thể bắt nguồn từ sự hợp nhất của các điền trang vương thất của Richmond và Kew vào năm 1772. William Chambers đã xây dựng một số cấu trúc vườn, bao gồm chùa Trung Quốc được xây dựng vào năm 1761 hiện vẫn còn. George III làm phong phú thêm các khu vườn, được hỗ trợ bởi William Aiton và Sir Joseph Banks. l Công viên Kew cũ (sau đó đổi tên thành Nhà Trắng), đã bị phá hủy vào năm 1802. "Ngôi nhà Hà Lan" liền kề được George III mua vào năm 1781 để làm nhà trẻ cho con em hoàng gia. Đó là một cấu trúc gạch trơn hiện được gọi là Cung điện Kew.
The Almanack của Epeacock báo cáo một giai thoại về bức tường vườn vào năm 1815: "Khi đi lên Dreary Lane dẫn đến Richmond bạn đi dọc theo bức tường ranh giới phía đông của Kew Gardens, kéo dài hơn một dặm. Bức tường chết này từng có một bức tranh. Hiệu ứng tẻ nhạt và tẻ nhạt nhất đối với mắt của người đi bộ, nhưng một thủy thủ đã làm sống lại nó bằng cách vẽ lên nó, bằng phấn, mỗi người trong chiến tranh của hải quân Anh. tàu của anh ta, và tăng nguồn cung cấp đáng kể cho ban chiến thắng của riêng anh ta từ tiền thưởng của tổ chức từ thiện, những người đi đến và đi từ Richmond".
Một số cây ban đầu trồng đến từ khu vườn có tường bao quanh được xây dựng bởi William Coys tại Stubbers ở North Ockendon. Các bộ sưu tập đã phát triển phần nào một cách ngớ ngẩn cho đến khi bổ nhiệm nhà sưu tập đầu tiên, Francis Masson, vào năm 1771.ICapability Brown, người trở thành kiến trúc sư cảnh quan nổi tiếng nhất nước Anh, đã ứng tuyển vào vị trí người làm vườn bậc thầy tại Kew, và đã bị từ chối.
Năm 1840, các khu vườn đã được thông qua như một vườn thực vật quốc gia, phần lớn là do những nỗ lực của Hiệp hội trồng trọt Hoàng gia Anh và Chủ tịch thời điểm đó là William Cavendish. Dưới thời giám đốc của Kew, William Hooker, các khu vườn đã được tăng lên 30 ha (75 mẫu Anh) và khu vui chơi, hoặc arboretum, mở rộng lên 109 ha (270 mẫu Anh), và sau đó là quy mô hiện tại là 121 ha (300 mẫu Anh). Người phụ trách đầu tiên là John Smith.
Nhà Palm được xây dựng bởi kiến trúc sư Decimus Burton và nhà sản xuất sắt Richard Turner từ năm 1844 đến 1848, và là công trình kết cấu quy mô lớn đầu tiên làm từ sắt. Nó được coi là "công trình sắt và tôn kính Victoria còn tồn tại quan trọng nhất thế giới". Các tấm kính của cấu trúc đều được thổi bằng tay. Nhà Temperate, rộng gấp đôi Nhà Palm, được xây dựng sau đó vào thế kỷ 19. Bây giờ nó là nhà kính lớn nhất thời kỳ Victoria còn tồn tại. Kew là nơi nỗ lực thành công trong thế kỷ 19 để nhân giống cây cao su canh tác bên ngoài Nam Mỹ.
Vào tháng 2 năm 1913, Tea House đã bị thiêu rụi bởi những người bầu bí Olive Wharry và Lilian Lenton trong một loạt các cuộc tấn công đốt phá ở London.
Vườn Kew bị mất hàng trăm cây trong một cơn bão lớn vào năm 1987.
Từ năm 1959 đến 2007, Kew Gardens có cột cờ cao nhất ở Anh, nó đã được trao để đánh dấu kỷ niệm trăm năm của tỉnh British Columbia của Canada và nhị nguyên của Kew Gardens. Cột cờ đã bị dỡ bỏ sau khi bị hư hại bởi thời tiết và chim gõ kiến khiến nó trở thành mối nguy hiểm.
Vào tháng 7 năm 2003, các khu vườn đã được UNESCO đưa vào danh sách Di sản Thế giới của UNESCO.
Một cuộc cải tạo trị giá 41 triệu bảng của Nhà ôn đới đã được hoàn thành vào tháng 5 năm 2018.

## Những điểm hấp dẫn

### Đường đi bộ trên cao
Một đường đi bộ trên cao được đưa vào phục vụ trong khu vườn năm 2008. Đường đi bộ này nẳm ở độ cao 18 mét (59 feet) và dài 200 mét (660 feet), đưa du khách tham quan vòm tán cây của khu vườn. Du khách có thể đi lên
hay xuống bằng thang hoặc thang máy. Sàn của lối đi được làm từ những tấm kim
loại có đục lỗ, toàn bộ cấu trúc sẽ đu đưa khi có gió.

### Sackler crossing
Cây cầu

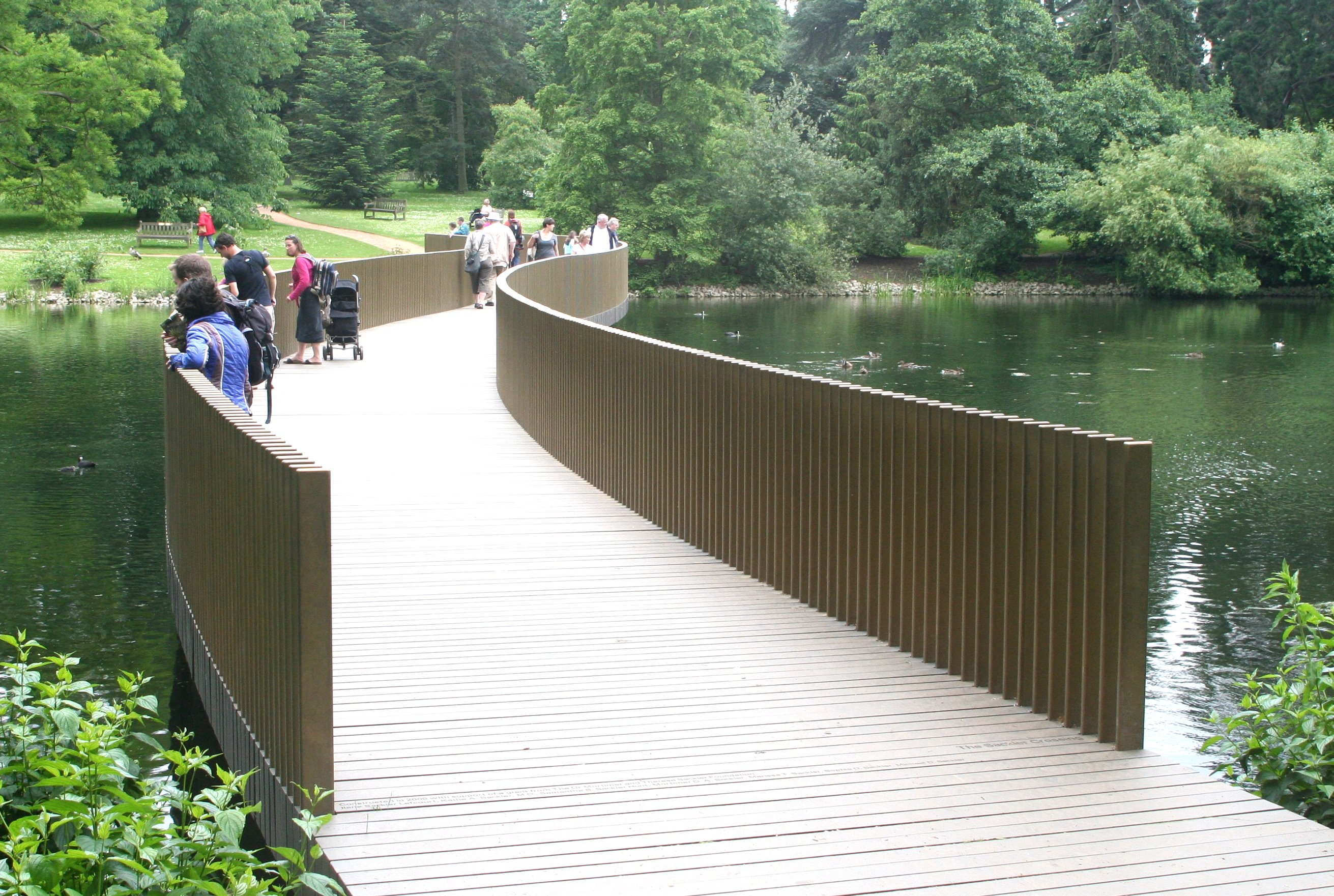
Cầu Sackler

Sackler Crossing được làm từ granit và đồng thanh, bắc qua hồ và mở cửa vào
tháng 5 năm 2006. Được thiết kế bởi Buro Happold và John Pawson, tên của nó
được đặt nhằm vinh danh 2 nhà từ thiện Tiến sĩ Mortimer Sackler và vợ là
Theresa Sackler. Cây cầu mang phong cách đơn giản hóa, uốn cong theo hình chữ
S. Hai thành cầu được tạo nên từ các thanh đồng thau tạo ra ấn tượng cho cây
cầu, từ một góc nhìn nào đó, thành cầu trông như một khối đặc, nhưng đứng ở
trên cầu lại thấy thành cầu hoàn toàn là các thanh đồng riêng rẽ, cho phép du
khách quan sát phía xa của hồ nước.
Cây cầu là một phần của con đường giúp du khách tham quan nhiều khu vườn nhỏ và kết nối 2 phòng triển lãm nghệ thuật. Cây cầu đã thắng một giải thưởng đặc biệt của Học viện kiến trúc Hoang gia Anh Quốc năm 2008.

## Các khu nhà thực vật

### Khu nhà thực vật miền núi
Tháng 3 năm

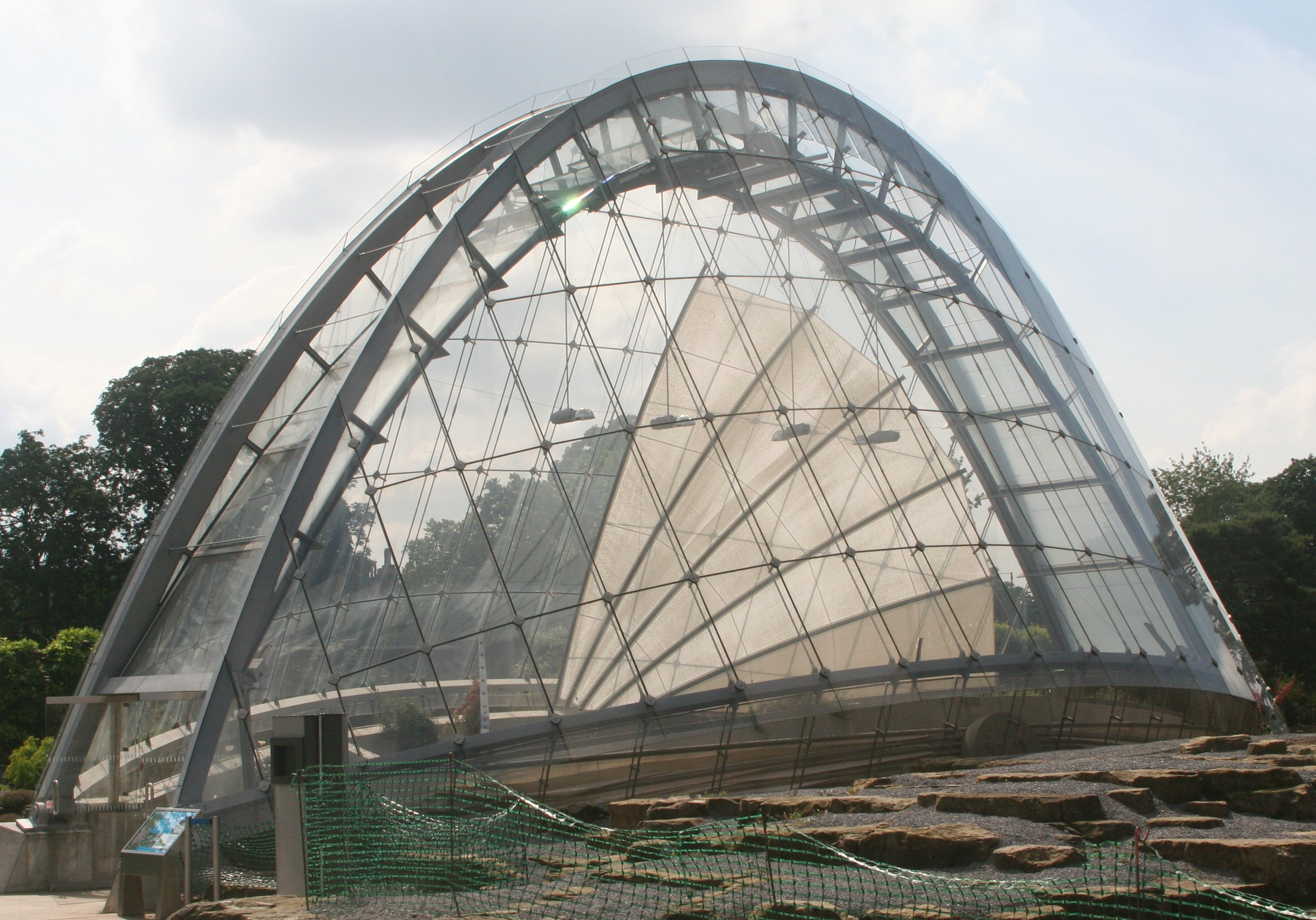
Nhà thực vật vùng núi Davies

2006, nhà thực vật vùng núi Davies mở cửa, đây là phiên bản thứ ba của một nhà
thực vật vùng núi từ năm 1887. Mặc dù chỉ dài 16 mét, đỉnh của mái cong tòa nhà
cao tới 10 mét, cho phép dòng khí tự nhiên của tòa nhà lưu thông theo đúng điều
kiện sinh trưởng của thực vật bên trong.
Nét đặc biệt
của tòa nhà mới này là tự động che nắng khi mặt trời quá gay gắt, phối hợp với
một hệ thống phun sương bên trong tòa nhà, nhằm ngăn chặn nhiệt độ bên trong
vượt ngưỡng cho phép. Thiết kế của tòa nhà cho phép tối đa hóa sự truyền ánh
sáng, kính của tòa nhà là loại kinh đặc biệt hàm lượng sắt thấp, cho phép 90%
tia cực tím có thể xuyên qua. Những tấm kính được gắn với nhau bởi cáp sắt có
sức căng lớn, vì vậy không có hiện tượng tia sáng bị cản trở bởi các thanh chặn
kính.
Để tiết kiệm
năng lượng, không khí mát không được làm lạnh nhân tạo mà nó được làm mát bằng
việc cho đi qua một hệ thống ống sâu dưới lòng đất bên dưới tòa nhà, nơi nhiệt
độ luôn ổn định quanh năm. Tòa nhà được thiết kế để giữ cho nhiệt độ không vượt
quá 20 °C (68 °F).
Bộ sưu tập
thực vật vùng núi của vườn Kew (những loài thực vật mọc ở độ cao trên 2000 mét)
gồm hơn 7000 loài, nhưng khu nhà chỉ trưng bày 200 loài trong một lần, và các
loài được trồng luân phiên nhau.

### Nhà kính Nash
Tòa nhà này

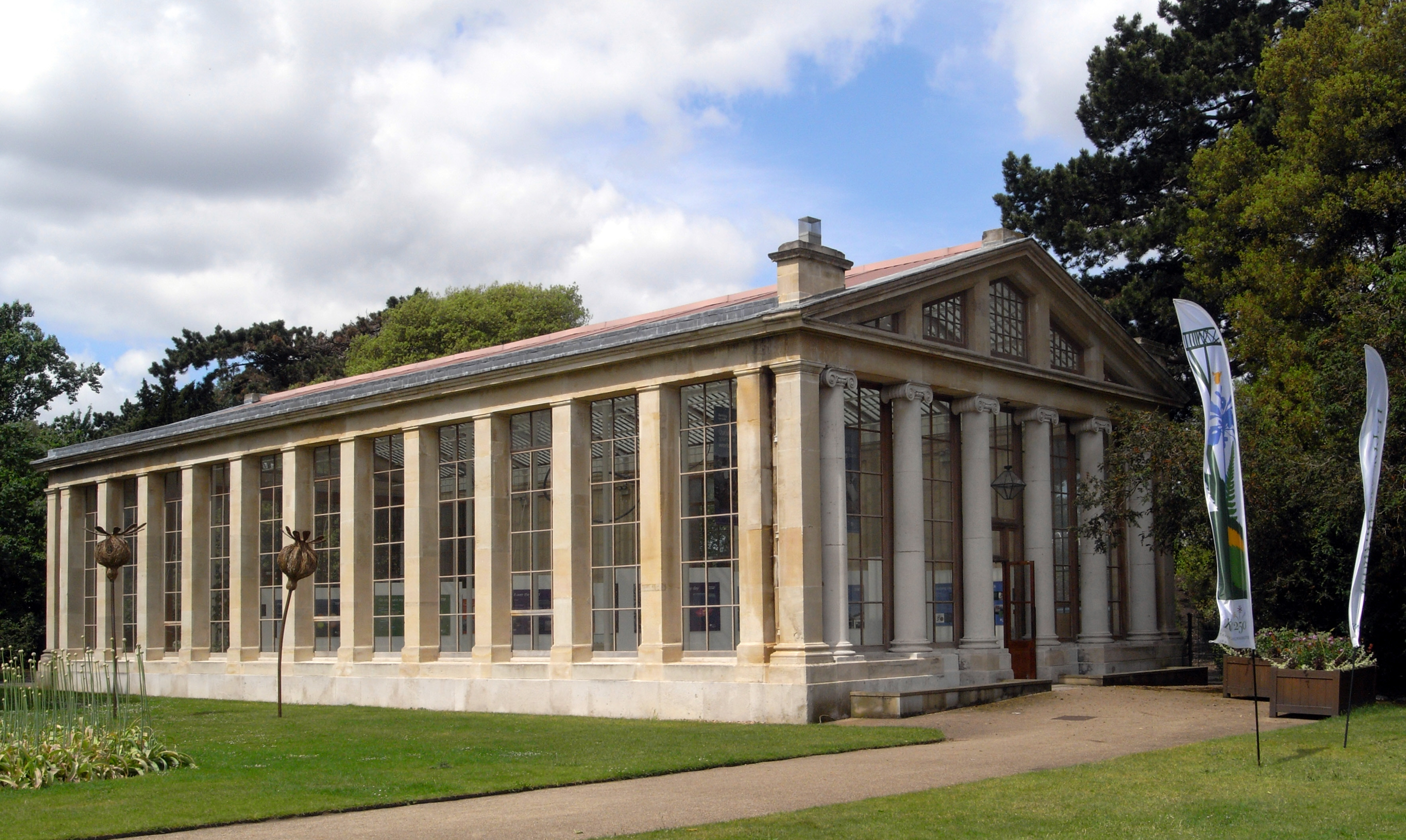
Nhà kính Nash

ban đầu được thiết kế cho cung điện Buckingham, sau đó được di chuyển tới Kew
năm 1836 bởi vua William IV. Với nhiều ánh sáng tự nhiên, tòa nhà được sử dụng
với nhiều mục đích như triển lãm, tổ chức đám cưới hay các sự kiện. Giờ đây, nó
được dùng để triển lãm những tác phẩm chiến thắng trong các cuộc thi ảnh.

### Nhà Orangery
Tòa nhà

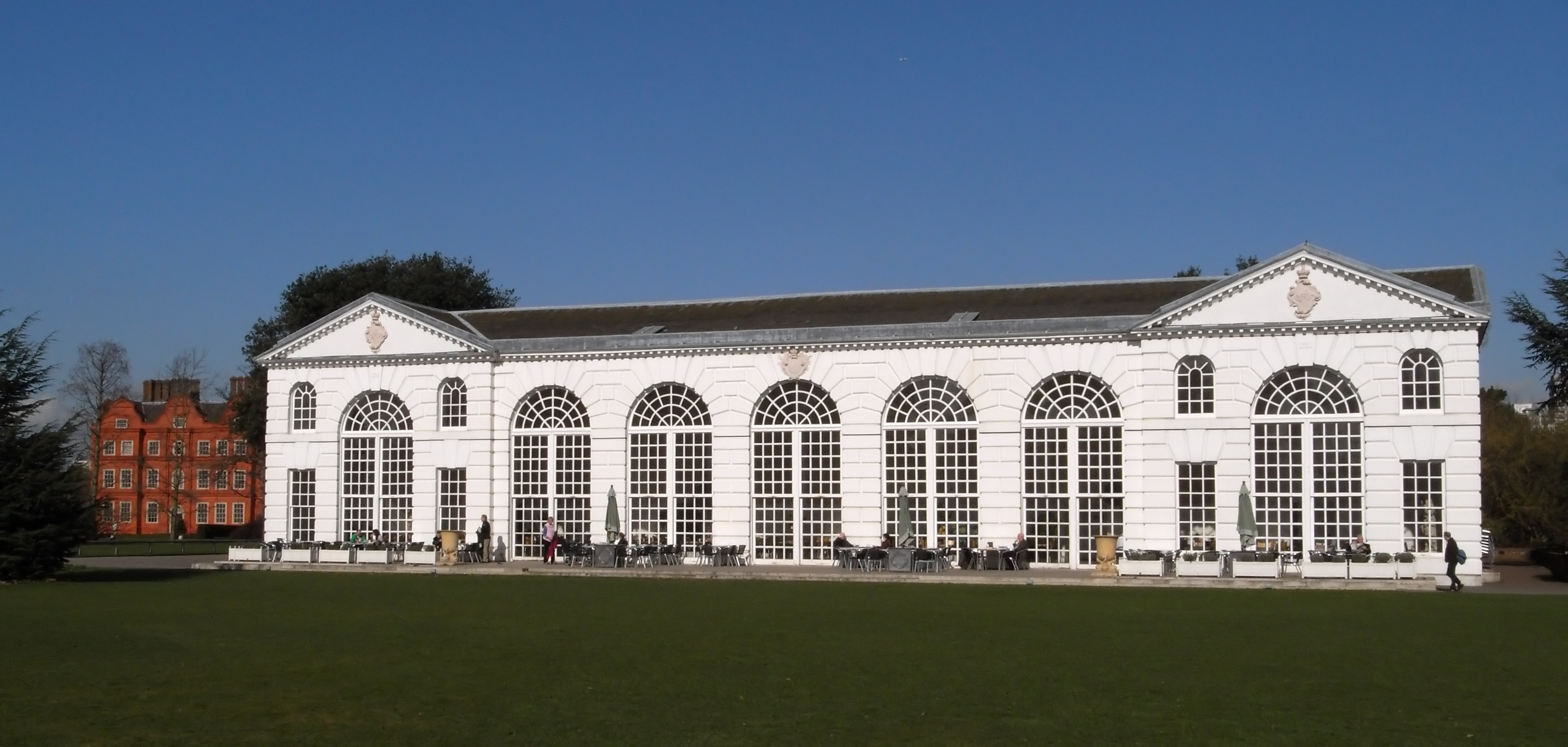
Tòa nhà Orangery

Orangery được thiết kế bởi Sir William Chambers, được hoàn thành năm 1761. Kích
thước của nó là 28m x 10m. Sau rất nhiều sự thay đổi trong mục đích sử dụng,
giờ đây nó được dùng như một nhà hàng.

### Nhà Cọ (Palm House)
Nhà Cọ

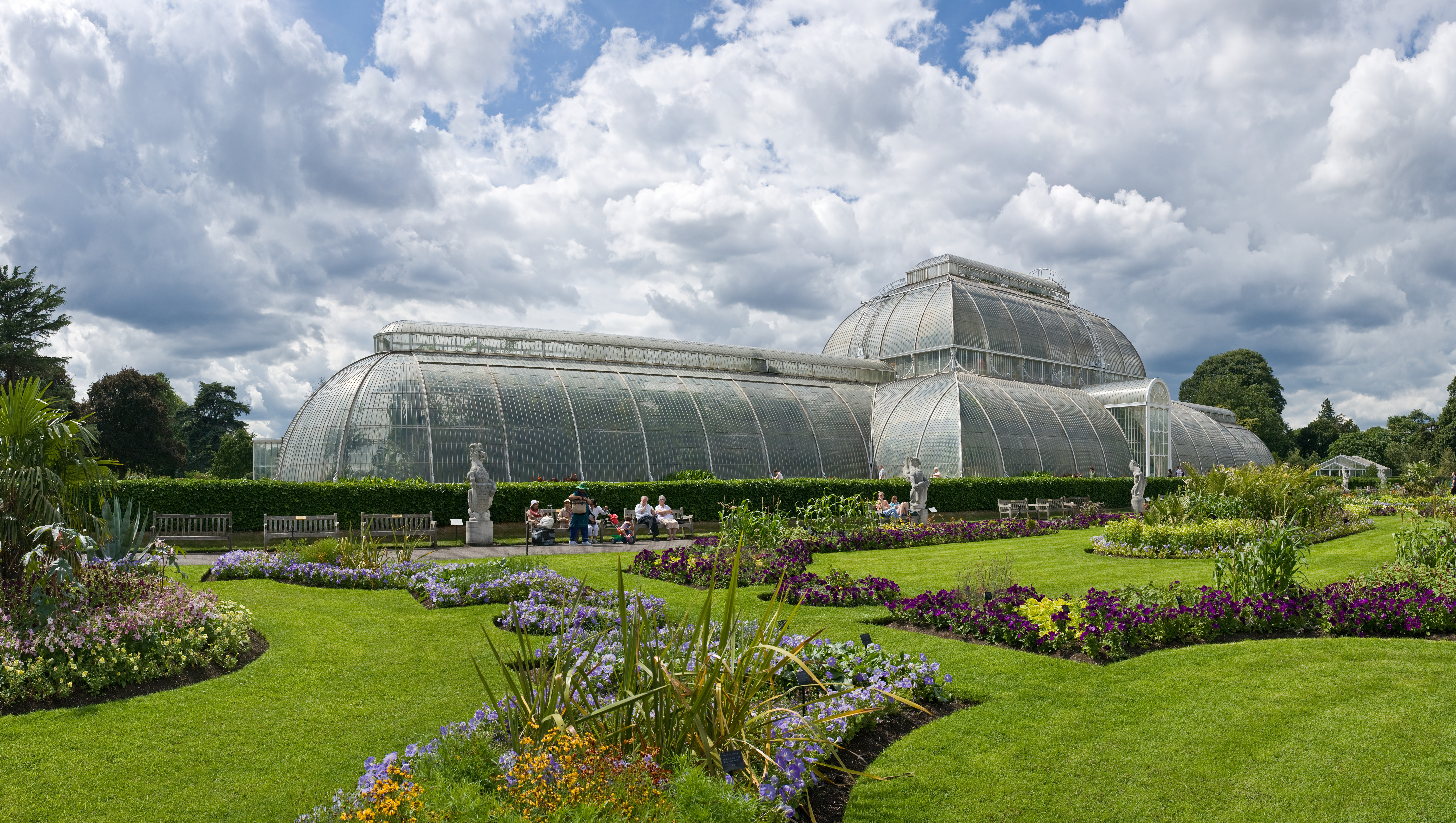
Nhà cọ và vườn hoa

(1844-1848) là kết quả của sự hợp tác giữa kiến trúc sư Decimus Burton và nhà
luyện gang thép Richard Turner, tiếp nối trên cơ sở các nguyên tắc thiết kế nhà
kính, phát triển bởi John Claudius Loudon và Joseph Paxton.

### Nhà kính công nương xứ Wales
Một trong ba

Nhà kính Công nương xứ Wales

nhà kính chính của vườn Kew là nhà kính công nương xứ Wales, thiết kế bởi kiến
trúc sư Gordon Wilson, mở cửa vào năm 1987 bởi công nương Diana, để tưởng niệm
công nương Augusta. Năm 1989, khu nhà kính nhận được giải thưởng Europa Nostra
vì sự bảo tồn thiên nhiên. Nhà kính này
có 10 tiểu vùng khí hậu được kiểm soát bằng máy tính, phần lớn diện tích tòa
nhà được trồng các loại thực vật của 2 vùng nhiệt đới khô và ẩm. Một số lượng
lớn các loài lan, hoa súng, xương rồng, lithops (là chi thực vật có hoa trong họ Aizoaceae),
các loài thực vật ăn thịt và các lài họ dứa, được trồng trong nhiều khu
vực khác nhau. Một bộ sưu tập xương rồng còn được trồng bên ngoài nhà kính, nơi
một số loài thực vật khác có khả năng chống chịu tốt cũng được tìm thấy.
Khu vực nhà
kính công nương xứ Wales rộng 4499 mét vuông. Được thiết kế sao cho giảm sử dụng
năng lượng đến mức tối thiểu, những khu vực yêu cầu nhiệt độ mát mẻ hơn được
sắp đặt xung quanh tòa nhà, khu vực mang tính chất nhiệt đới hơn nằm tại trung
tâm, nơi nhiệt độ luôn được duy trì ở mức cao. Mái nhà bằng kính hướng xuống
dưới là một nét đặc trưng giúp phân biệt tòa nhà, đồng thời nó cũng làm tối đa
hóa hiệu suất sử dụng năng lượng Mặt trời.

### Rhizotron
Một rhizotron

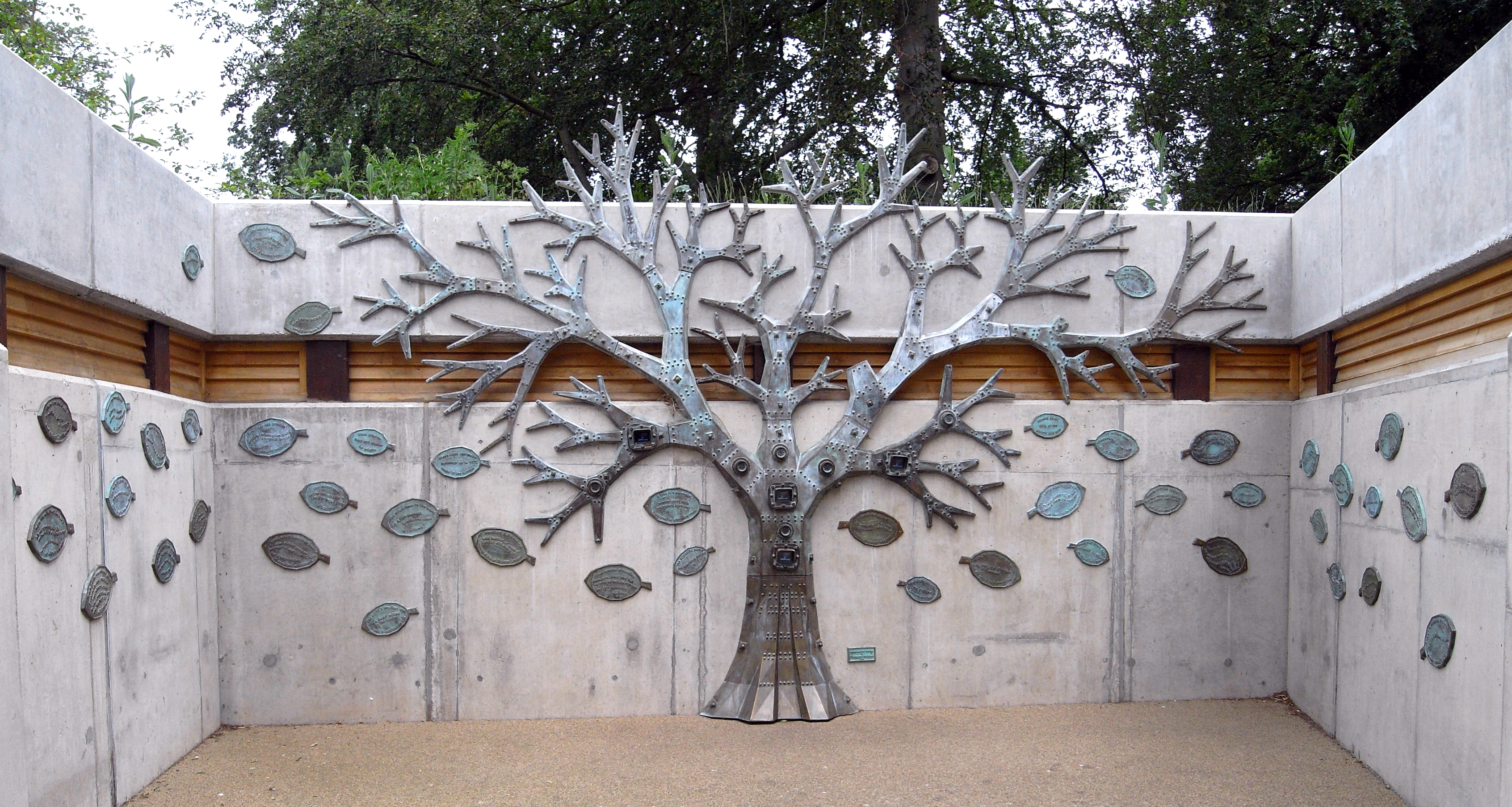
Rhizotron

(một loại phòng thí nghiệm được xây dựng dưới lòng đất để nghiên cứu về đất cũng như sự tương tác giữa nó với động, thực vật) được mở cửa cùng thời điểm với Đường đi bộ trên cao. Tòa nhà này mang đến cho du khách cơ hội tìm hiểu những hoạt động của thực vật bên dưới lòng đất. Rhizotron này về cơ bản là một phòng triển lãm đơn, có một bộ các tác phẩm trừu tượng đúc bằng đồng, có gắn các màn hình LCD, trình chiếu những thông tin về đời sống thực vật.

### Nhà Ôn Đới

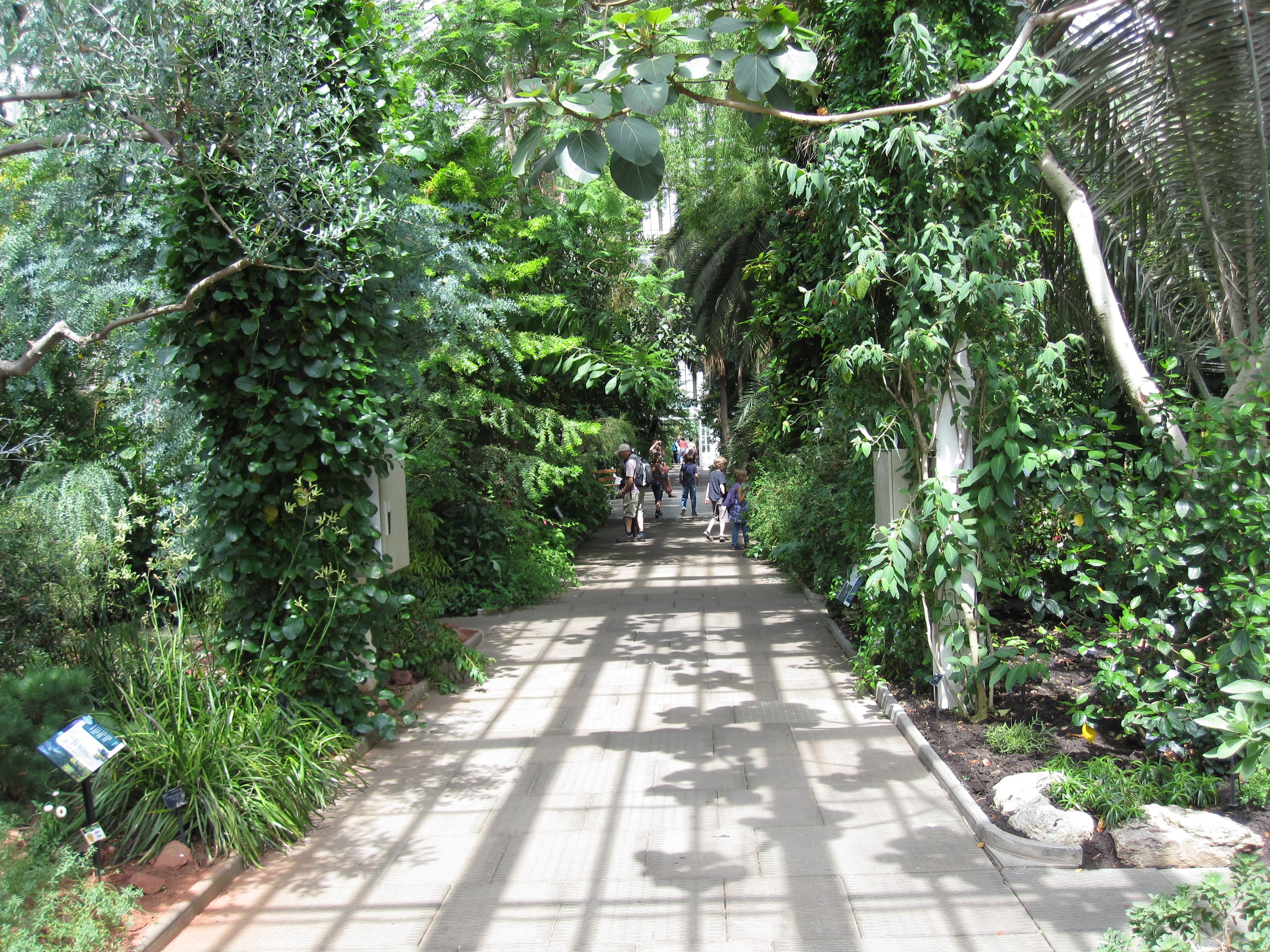
Bên trong Temperate House

Khu nhà Ôn đới (Temperate House) là một nhà kính có diện sàn tích gấp đôi Nhà Cọ, và là cấu trúc bằng kính lớn nhất thuộc thời đại Victoria còn tồn tại đến ngày nay. Nó chứa tất cả các loài thực vật nằm trong mọi vùng ôn đới trên Trái Đất. Được thiết kế bởi kiến trúc sư Decimus Burton và nhà luyện gang Richard Turner. Bao phủ trên một diện tích 4880 mét vuông, và cao tới 19 mét. Mục đích là để cung cấp không gian cho việc mở rộng bộ sưu tập các loài thực vật khu vực khí hậu ôn hòa của vườn Kew. Công việc xây dựng tòa nhà kéo dài trong 40 năm, trong suốt thời gian đó chi phí cho tòa nhà bị nâng lên rất nhiều.

### Nhà thực vật Họ Súng (Waterlily House)

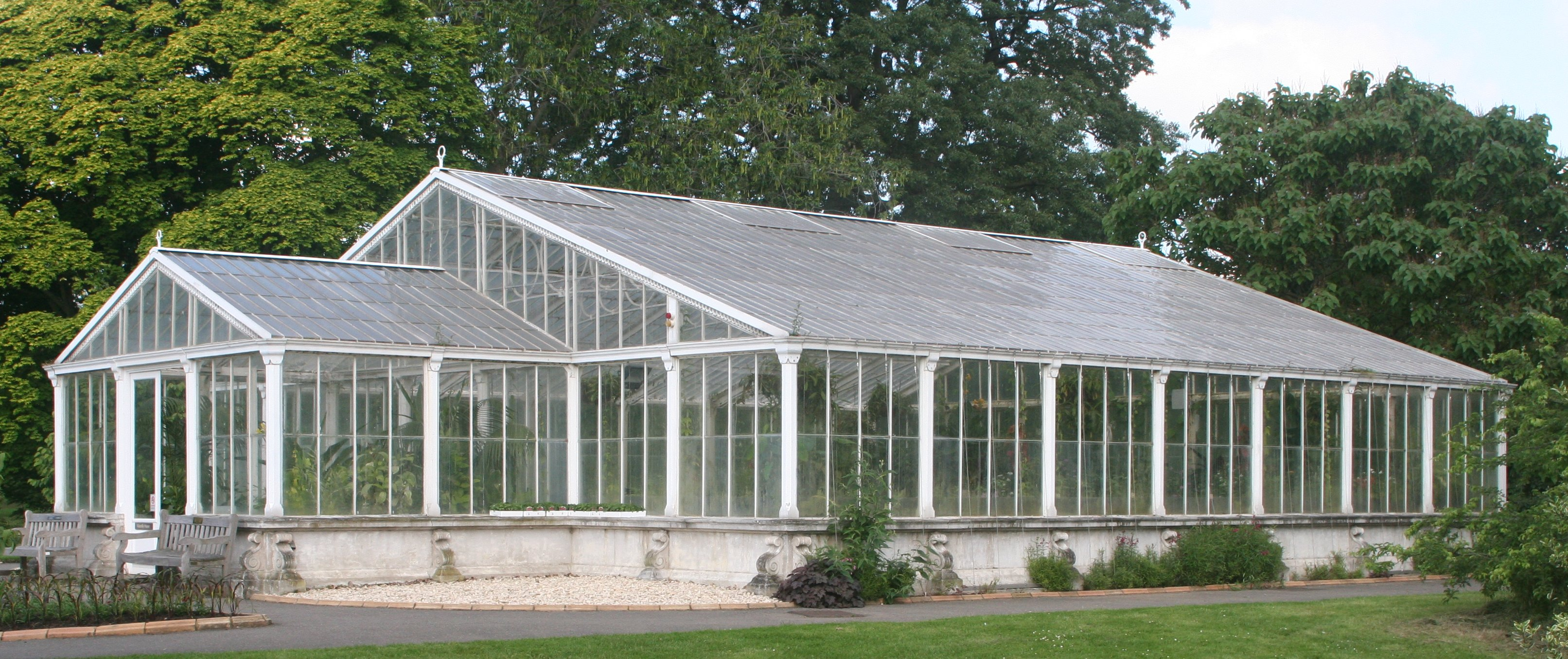
Nhà thực vật Họ Súng

Nhà Họ Súng là nhà kính nóng nhất và ẩm ướt nhất trong tất cả các nhà kính ở vườn Kew, bên trong tòa nhà là một bể nước lớn với rất nhiều loại cây họ Súng, xung quanh là các loài thực vật ưa nhiệt khác. Tòa nhà này đóng cửa trong những tháng mùa đông.
Nó được xây dựng để trồng một loại thực vật của vùng Amazon, loài hoa Victoria Amazonia (Súng Nia), đây loài cây lớn nhất trong họ Nymphaeaceae. Loài thực vật này được chuyển tới Kew trong một ống nước sạch nhỏ vào tháng 2, năm 1849, sau một số nỗ lực trước đó nhằm chuyển hạt giống và rễ của loài cây này nhưng không thành công. Mặc dù rất nhiều thành viên trong họ Nymphaeaceae sinh trưởng tốt tại đây nhưng tòa nhà không phù hợp với loài cây này do hệ thống thông gió không tốt, và nó được chuyển tới một tòa nhà khác nhỏ hơn.

### Các kiến trúc trang trí
Phía đông nam
của vườn có đặt một tòa tháp lớn (xây dựng bởi Sir William Chambers, năm 1762),
phỏng theo kiểu tháp chùa của Trung Quốc. Tầng dưới cùng của tòa tháp hình bát
giác 10 tầng này có đường kính 49 feet (15m). Từ điểm thấp nhất đến điểm cao
nhất của tháp là 163 feet (50m)

### Cung điện Kew

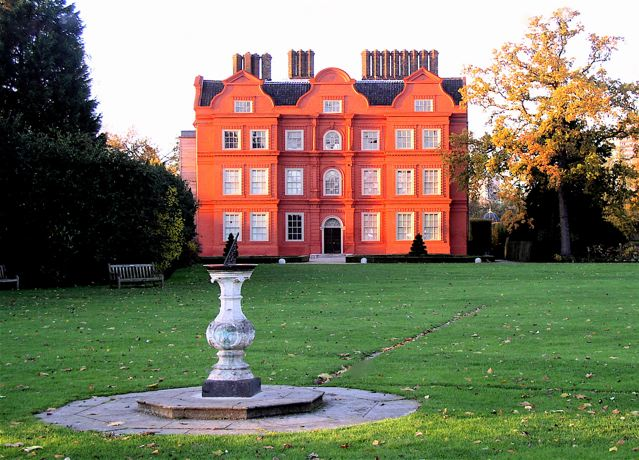
Cung điện Kew với đồng hồ mặt trời ở đằng trước

Kew Palace là cung điện hoàng gia Anh nhỏ nhất. Nó được xây bởi Samuel Fortrey, một thương gia người Hà Lan vào khoảng 1631. Sau này nó được mua bởi George III. Phương pháp xây dựng cung điện là Flemish bond (một kiểu xây tường gạch có các viên gạch nằm ngang, dài ngắn khác nhau nằm xen kẽ).
Đằng sau của tòa nhà này là " Vườn của Nữ hoàng" (Queen's Garden) bao gồm một sưu tập các loài thực vật có công dụng chữa bệnh. Chỉ các loài cây có ở Anh quốc trước thế kỷ 17 được trồng trong vườn này.
Tòa nhà này đã trải qua một cuộc đại trùng tu trước khi được mở trở lại cho công chúng viếng thăm vào năm 2006.
Nó được quản lý riêng biệt với Kew Garden, bởi Historic Royal Palaces.
Trước mặt cung điện là một đồng hồ mặt trời, được tặng cho vườn Kew vào năm 1959 để kỉ niệm một cuộc viếng thăm của hoàng gia. Nó được điêu khắc bởi Martin Holden và dựa trên nguyên mẫu là một bức điêu khắc của Thomas Tompion, một người làm đồng hồ lừng danh vào thế kỷ 17.